# أنيت وارن
أنيت وارن (بالإنجليزية: Annette Warren)‏ هي عازفة الجاز ومغنية أمريكية، ولدت في 11 يوليو 1922 في كليفلاند في الولايات المتحدة.

## وصلات خارجية
- أنيت وارن على موقع IMDb (الإنجليزية)
- أنيت وارن على موقع قاعدة بيانات الفيلم (الإنجليزية)